# Campeonato Mundial de Waterpolo Femenino de 2017
El XIII Campeonato Mundial de Waterpolo Femenino se celebró en Budapest (Hungría) entre el 16 y el 28 de julio de 2017 dentro del XVII Campeonato Mundial de Natación. El evento fue organizado por la Federación Internacional de Natación (FINA) y la Federación Húngara de Natación.
Las competiciones se realizaron en las piscinas del Centro Nacional de Natación Alfréd Hajós de la capital húngara.
Un total de dieciséis selecciones nacionales afiliadas a la FINA compitieron por el título mundial, cuyo anterior portador era el equipo de los Estados Unidos, vencedor del Mundial de 2015. 
La selección de los Estados Unidos se adjudicó la medalla de oro al derrotar en la final al equipo de España con un marcador de 13-6. En el partido por el tercer puesto el conjunto de Rusia venció al de Canadá.

## Grupos
| Grupo A | Grupo B        | Grupo C      | Grupo D    |
| ------- | -------------- | ------------ | ---------- |
| Italia  | Nueva Zelanda  | Japón        | Australia  |
| Brasil  | Sudáfrica      | Países Bajos | Rusia      |
| Canadá  | España         | Hungría      | Kazajistán |
| China   | Estados Unidos | Francia      | Grecia     |

## Fase preliminar
- Todos los partidos en la hora local de Hungría (UTC+2).

El primero de cada grupo clasifica directamente para los cuartos de final; el segundo y el tercero pasan a disputar los octavos de final.

### Grupo A
| Equipo | J | G | E | P | GF | GC | DG  | PTS |
| ------ | - | - | - | - | -- | -- | --- | --- |
| Italia | 3 | 3 | 0 | 0 | 43 | 16 | +27 | 6   |
| Canadá | 3 | 2 | 0 | 1 | 29 | 24 | +5  | 4   |
| China  | 3 | 1 | 0 | 2 | 27 | 28 | -1  | 2   |
| Brasil | 3 | 0 | 0 | 3 | 14 | 45 | -31 | 0   |

- Resultados

| Fecha | Hora  | Partido | Partido | Partido | Resultado |
| ----- | ----- | ------- | ------- | ------- | --------- |
| 16.07 | 09:30 | Italia  | -       | Canadá  | 10-4      |
| 16.07 | 10:50 | Brasil  | -       | China   | 4-11      |
| 18.07 | 18:50 | China   | -       | Canadá  | 8-9       |
| 18.07 | 21:30 | Italia  | -       | Brasil  | 18-4      |
| 20.07 | 13:30 | Italia  | -       | China   | 15-8      |
| 20.07 | 17:30 | Brasil  | -       | Canadá  | 6-16      |

### Grupo B
| Equipo         | J | G | E | P | GF | GC | DG  | PTS |
| -------------- | - | - | - | - | -- | -- | --- | --- |
| Estados Unidos | 3 | 3 | 0 | 0 | 58 | 17 | +41 | 6   |
| España         | 3 | 2 | 0 | 1 | 35 | 17 | +18 | 4   |
| Nueva Zelanda  | 3 | 1 | 0 | 2 | 17 | 38 | -21 | 2   |
| Sudáfrica      | 3 | 0 | 0 | 3 | 11 | 49 | -38 | 0   |

- Resultados

| Fecha | Hora  | Partido        | Partido | Partido        | Resultado |
| ----- | ----- | -------------- | ------- | -------------- | --------- |
| 16.07 | 12:10 | Nueva Zelanda  | -       | España         | 2-10      |
| 16.07 | 13:30 | Sudáfrica      | -       | Estados Unidos | 2-24      |
| 18.07 | 09:30 | Estados Unidos | -       | España         | 12-8      |
| 18.07 | 10:50 | Nueva Zelanda  | -       | Sudáfrica      | 8-6       |
| 20.07 | 18:50 | Nueva Zelanda  | -       | Estados Unidos | 7-22      |
| 20.07 | 21:30 | Sudáfrica      | -       | España         | 3-17      |

### Grupo C
| Equipo       | J | G | E | P | GF | GC | DG  | PTS |
| ------------ | - | - | - | - | -- | -- | --- | --- |
| Hungría      | 3 | 3 | 0 | 0 | 54 | 24 | +30 | 6   |
| Países Bajos | 3 | 2 | 0 | 1 | 45 | 20 | +25 | 4   |
| Francia      | 3 | 1 | 0 | 2 | 16 | 49 | -33 | 2   |
| Japón        | 3 | 0 | 0 | 3 | 27 | 49 | -22 | 0   |

- Resultados

| Fecha | Hora  | Partido      | Partido | Partido      | Resultado |
| ----- | ----- | ------------ | ------- | ------------ | --------- |
| 16.07 | 17:30 | Países Bajos | -       | Francia      | 17-2      |
| 16.07 | 20:10 | Japón        | -       | Hungría      | 11-20     |
| 18.07 | 12:10 | Japón        | -       | Países Bajos | 8-20      |
| 18.07 | 20:10 | Francia      | -       | Hungría      | 5-24      |
| 20.07 | 09:30 | Japón        | -       | Francia      | 8-9       |
| 20.07 | 20:10 | Países Bajos | -       | Hungría      | 8-10      |

### Grupo D
| Equipo     | J | G | E | P | GF | GC | DG  | PTS |
| ---------- | - | - | - | - | -- | -- | --- | --- |
| Grecia     | 3 | 2 | 0 | 1 | 37 | 22 | +15 | 4   |
| Australia  | 3 | 2 | 0 | 1 | 32 | 20 | +12 | 4   |
| Rusia      | 3 | 2 | 0 | 1 | 29 | 21 | +8  | 4   |
| Kazajistán | 3 | 0 | 0 | 3 | 15 | 50 | -35 | 0   |

- Resultados

| Fecha | Hora  | Partido   | Partido | Partido    | Resultado |
| ----- | ----- | --------- | ------- | ---------- | --------- |
| 16.07 | 18:50 | Australia | -       | Kazajistán | 16-4      |
| 16.07 | 21:30 | Rusia     | -       | Grecia     | 9-7       |
| 18.07 | 13:30 | Grecia    | -       | Kazajistán | 19-5      |
| 18.07 | 17:30 | Australia | -       | Rusia      | 8-5       |
| 20.07 | 10:50 | Australia | -       | Grecia     | 8-11      |
| 20.07 | 12:10 | Rusia     | -       | Kazajistán | 15-6      |

## Fase final
- Todos los partidos en la hora local de Hungría (UTC+1).

|  | Clasif. a cuartos | Clasif. a cuartos |              |                | Cuartos de final | Cuartos de final |       |              | Semifinales  | Semifinales |  |  | Final       | Final       |
|  | 22 de julio       | 22 de julio       |              |                | 24 de julio      | 24 de julio      |       |              | 26 de julio  | 26 de julio |  |  | 28 de julio | 28 de julio |
|  |                   |                   |              |                |                  |                  |       |              |              |             |  |  |             |             |
|  |                   |                   |              |                |                  |                  |       |              |              |             |  |  |             |             |
|  |                   |                   |              |                |                  |                  |       |              |              |             |  |  |             |             |
|  | Italia            | 8                 |              |                |                  |                  |       |              |              |             |  |  |             |             |
|  | Italia            | 8                 | Países Bajos | 10             |                  |                  |       |              |              |             |  |  |             |             |
|  |                   | Rusia             | Países Bajos | 10             | 9                |                  |       |              |              |             |  |  |             |             |
|  | Rusia             | Rusia             | 11           |                | 9                | Rusia            | 9     |              |              |             |  |  |             |             |
|  | Rusia             |                   | 11           |                |                  | Rusia            | 9     |              |              |             |  |  |             |             |
|  |                   |                   |              | Estados Unidos | 14               |                  |       |              |              |             |  |  |             |             |
|  | Estados Unidos    | 7                 |              | Estados Unidos | 14               |                  |       |              |              |             |  |  |             |             |
|  | Estados Unidos    | 7                 | Francia      | 2              |                  |                  |       |              |              |             |  |  |             |             |
|  |                   | Australia         | Francia      | 2              | 5                |                  |       |              |              |             |  |  |             |             |
|  | Australia         | Australia         | 16           |                | 5                | Estados Unidos   | 13    |              |              |             |  |  |             |             |
|  | Australia         |                   | 16           |                |                  | Estados Unidos   | 13    |              |              |             |  |  |             |             |
|  |                   |                   |              | España         | 6                |                  |       |              |              |             |  |  |             |             |
|  | Hungría           | 4                 |              | España         | 6                |                  |       |              |              |             |  |  |             |             |
|  | Hungría           | 4                 | Canadá       | 16             |                  |                  |       |              |              |             |  |  |             |             |
|  |                   | Canadá            | Canadá       | 16             | 6                |                  |       |              |              |             |  |  |             |             |
|  | Nueva Zelanda     | Canadá            | 3            |                | 6                | Canadá           | 10    | Tercer lugar | Tercer lugar |             |  |  |             |             |
|  | Nueva Zelanda     |                   | 3            |                |                  | Canadá           | 10    | Tercer lugar | Tercer lugar |             |  |  |             |             |
|  |                   |                   |              | España         | 12               |                  |       |              |              |             |  |  |             |             |
|  | Grecia            | 12                |              | España         | 12               |                  |       |              |              |             |  |  |             |             |
|  | Grecia            | 12                | China        | 5              |                  |                  | Rusia | 11           |              |             |  |  |             |             |
|  |                   | España            | China        | 5              | 14               |                  | Rusia | 11           |              |             |  |  |             |             |
|  | España            | España            | 13           |                | 14               | Canadá           | 9     |              |              |             |  |  |             |             |
|  | España            |                   | 13           |                |                  | Canadá           | 9     |              |              |             |  |  |             |             |

### Clasificación a cuartos
| Fecha | Hora  | Partido      | Partido | Partido       | Resultado |
| ----- | ----- | ------------ | ------- | ------------- | --------- |
| 22.07 | 17:30 | Canadá       | -       | Nueva Zelanda | 16-3      |
| 22.07 | 19:00 | China        | -       | España        | 5-13      |
| 22.07 | 20:30 | Países Bajos | -       | Rusia         | 10-11     |
| 22.07 | 22:00 | Francia      | -       | Australia     | 2-16      |

### Cuartos de final
| Fecha | Hora  | Partido        | Partido | Partido   | Resultado       |
| ----- | ----- | -------------- | ------- | --------- | --------------- |
| 24.07 | 14:50 | Italia         | -       | Rusia     | 8-9             |
| 24.07 | 16:10 | Estados Unidos | -       | Australia | 7-5             |
| 24.07 | 20:30 | Hungría        | -       | Canadá    | 4-6             |
| 24.07 | 22:00 | Grecia         | -       | España    | 12-14 PEN (2-4) |

### Semifinales
| Fecha | Hora  | Partido | Partido | Partido        | Resultado |
| ----- | ----- | ------- | ------- | -------------- | --------- |
| 26.07 | 20:30 | Rusia   | -       | Estados Unidos | 9-14      |
| 26.07 | 22:00 | Canadá  | -       | España         | 10-12     |

### Tercer lugar
| Fecha | Hora  | Partido | Partido | Partido | Resultado |
| ----- | ----- | ------- | ------- | ------- | --------- |
| 28.07 | 15:00 | Rusia   | -       | Canadá  | 11-9      |

### Final
| Fecha | Hora  | Partido        | Partido | Partido | Resultado |
| ----- | ----- | -------------- | ------- | ------- | --------- |
| 28.07 | 20:30 | Estados Unidos | -       | España  | 13-6      |

### Partidos de clasificación
5.º a 8.º lugar
| Fecha | Hora  | Partido | Partido | Partido   | Resultado       |
| ----- | ----- | ------- | ------- | --------- | --------------- |
| 26.07 | 13:30 | Italia  | -       | Australia | 18-17 PEN (7-6) |
| 26.07 | 15:00 | Hungría | -       | Grecia    | 10-9            |

Séptimo lugar
| Fecha | Hora  | Partido   | Partido | Partido | Resultado |
| ----- | ----- | --------- | ------- | ------- | --------- |
| 28.07 | 12:00 | Australia | -       | Grecia  | 6-8       |

Quinto lugar
| Fecha | Hora  | Partido | Partido | Partido | Resultado |
| ----- | ----- | ------- | ------- | ------- | --------- |
| 28.07 | 13:30 | Italia  | -       | Hungría | 8-10      |

## Medallero
| Estados Unidos | España | Rusia |
| Rachel Fattal Aria Fischer Makenzie Fischer Paige Hauschild Amanda Longan Madeline Musselman Jamie Neushul Kiley Neushul Jordan Raney Melissa Seidemann Margaret Steffens Gabrielle Stone Alys Williams | Marta Bach Paula Crespí Sandra Domene Anna Espar Clara Espar Laura Ester Judith Forca Anna Gual Paula Leitón Helena Lloret Beatriz Ortiz Matilde Ortiz María del Pilar Peña | Mariya Borisova Olga Gorbunova Yevgueniya Ivanova Elvina Karimova Anna Karnauj Yekaterina Prokofieva Daria Ryzhkova Alena Serzhantova Anastasiya Simanovich Anna Timofeyeva Tatiana Tolkunova Anna Ustiujina Veronika Vajitova |
| Adam Krikorian (seleccionador) | Miguel Ángel Oca (seleccionador) | Alexandr Gaidukov (seleccionador) |

## Estadísticas

### Clasificación general
| 1. Estados Unidos |
| 2. España         |
| 3. Rusia          |
| 4. Canadá         |
| 5. Hungría        |
| 6. Italia         |
| 7. Grecia         |
| 8. Australia      |
| 9. Países Bajos   |
| 10. China         |
| 11. Francia       |
| 12. Nueva Zelanda |
| 13. Japón         |
| 14. Brasil        |
| 15. Kazajistán    |
| 16. Sudáfrica     |

### Máximas goleadoras
| Núm. | Nombre                | Selección      | Goles | Tiros | %      | Partidos jugados |
| ---- | --------------------- | -------------- | ----- | ----- | ------ | ---------------- |
| 1    | Roberta Bianconi      | Italia         | 20    | 47    | 42,6 % | 6                |
| 2    | Monika Eggens         | Canadá         | 18    | 45    | 40,0 % | 7                |
| 3    | Rowena Webster        | Australia      | 17    | 42    | 40,5 % | 7                |
| 4    | Madeline Musselman    | Estados Unidos | 16    | 31    | 51,6 % | 6                |
| 4    | Rita Keszthelyi       | Hungría        | 16    | 39    | 41,0 % | 6                |
| 4    | Beatriz Ortiz         | España         | 16    | 48    | 33,3 % | 7                |
| 7    | Sabrina van der Sloot | Países Bajos   | 14    | 22    | 63,6 % | 6                |
| 7    | Rachel Fattal         | Estados Unidos | 14    | 23    | 60,9 % | 6                |
| 7    | Keesja Gofers         | Australia      | 14    | 28    | 50,0 % | 7                |
| 7    | Yumi Arima            | Japón          | 14    | 41    | 34,1 % | 5                |

Fuente: 